# Ekavjávahárika

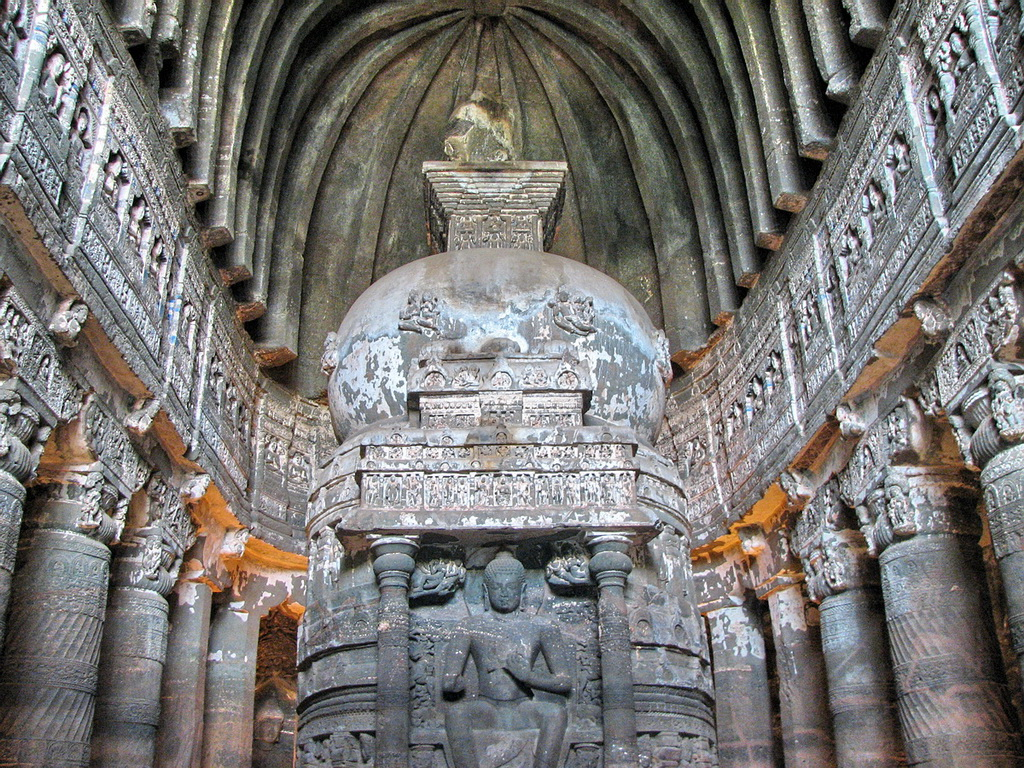
A mahászanghika iskolával azonosított adzsantai barlangtemplomok, Mahárástra, India

Az ekavjávahárika (szanszkrit, kínai: 一說部, pinjin: Yī Shuō Bù) korai buddhista iskola volt, amelyről úgy tartják, hogy Asóka király idején vált szét a mahászánghika iskolától.

## Története

### Kapcsolata a mahászanghika iskolával
Taranatha, a tibeti buddhizmus egyik volt lámája szerint az ekavjávahárika, a lokottaraváda és a gokulika lényegében ugyanaz. Úgy vélte, hogy az ekavjávahárika egy általános kifejezés a mahászanghika irányzatra. A mahászanghika egyházszakadásával az ekavjávahárika, a gokulika és a lokottaraváda hármas csoport jött létre. A.K. Warder Indiai buddhizmus (Indian Buddhism) című könyvében megjegyzi, hogy későbbi időkben alig találni említést az ekavjávahárika irányzatra, mivel egyszerűen a mahászanghika részének tekintették.

### Korai története
Paramartha, 6. századi indiai szerzetes azt írta, hogy a történelmi Buddha parinirvánája után 200 évvel a mahászanghika iskola jelentős része Rádzsgírtól északra tette át a székhelyét és az alapján szétváltak, hogy a mahájána tanításokat betegyék-e a kánonba (Tipitaka) vagy sem. Három csoportra bomlottak aszerint, hogy melyik milyen mértékben és milyen minősítésben fogadta el a mahájána szövegeket. Paramartha szerint az ekavjávahárika elfogadta a mahájána szútrákat, hogy azok Sakjamuni Buddha szavai (buddha-vacsana).

## Tanok

### Negyvennyolc tézis
Vaszumitra szerint ekavjávahárika, gokulika és lokottaraváda iskolák tanaiban nem különböztek egymástól. Mindhárom mahászanghika szekta tanai 48 tézisre épültek. Ezek közül húsz foglalkozott a buddhák és bodhiszattvák természetfeletti képességeivel. Mindhárom iskolában úgy vélték, hogy Buddha képes volt egyetlen gondolatmomentumában ismerni a teljes dharmát (tan).

### Felsőbbrendű beszéd
Az ekavjávahárika irányzatban úgy tartották, hogy Buddha beszédei felsőbbrendű jelentéssel bírnak. Kihangsúlyozták Gautama Buddha felsőbbrendűségét, amely által lényegében ő egy örökre megvilágosodott lény volt és nem is volt fizikális. A négy nemes igazságot úgy értelmezték, hogy azt egyetlen bölcsességen keresztül lehet tökéletesen elsajátítani.

### Alapvetően tiszta tudat
Az ekavjávahárika követői szerint minden érző lény alapvetően és eleve tiszta tudattal rendelkezik, amelyet azonban elhomályosított a szenvedés. A Buddhához hasonló természetű tudat koncepciója hasonlít a mahájána tanaiban szereplő buddha-természet és dharmakája (a három buddha-test közül az egyik) koncepcióira, valamint olyan mahájána szútrák tanaira, mint a Lótusz szútra vagy az Avatamszaka-szútra.